# 남자는 괴로워 7
남자는 괴로워 7(男はつらいよ 奮鬪篇: Tora-San, The Good Samaritan)은 일본에서 제작된 야마다 요지 감독의 1971년 코미디 영화이다. 아츠미 키요시 등이 주연으로 출연하였다.

## 출연

### 주연
- 아츠미 키요시
- 바이쇼 치에코

### 조연
- 사카키바라 루미
- 미야코 초초
- 이누즈카 히로시
- 타나카 쿠니
- 야나기야 코산
- 마에다 긴
- 모리카와 신
- 미사키 치에코
- 다자이 히사오